# معانی
معانی یا علم معانی یکی از شاخه‌های سه‌گانهٔ علوم بلاغی در ادبیات است. 
در دانش معانی، شکل‌ها و نمودهای گوناگون در جمله که می‌توانند رفتارها و کاربردهای هنری و شیواسخنی به‌شمار آیند بررسی می‌شود، برای نمونه استفاده به‌جا از واو عطف برای پیوستن دو جمله از کاربردهای هنری مورد بررسی علم معانی است.
به عبارت دیگر، موضوع دانش معانی دگرگونی‌هایی است که در ساخت و بافت جمله، هم‌چون ابزار هنرورزی، روی می‌دهد و جمله را کارایی و شایستگی آن می‌دهد که در سروده یا نوشته‌ای ادبی به‌کار گرفته شود.
اگر سه جمله زیر را بنگریم:
ابن سینا داناست.
دانا ابن سینا است.
داناست ابن سینا.
تنها جمله نخستین جمله‌ای دستوری است. جمله نخست از اصول دستوری پیروی می‌کند و تنها پیام را به‌روشنی به مخاطب می‌رساند. اما در جمله‌های دوم و سوم کوشیده شده با تغییر رفتار در جمله‌بندی، پیامی احساسی نیز در معنا گنجانده شود. جمله‌های دوم و سوم سخن را از مرز زبان درمی‌گذراند و به قلمرو ادب می‌رساند. در دستور زبان، که نحو زبان است، جمله نخست بررسی می‌شود، و در علم معانی، که نحو ادب است، جمله‌هایی از گونه جمله دومین و سومین. به عبارتی دیگر، علم معانی دانش حال‌های سخن است.
در تعریفی دیگر، معانی علم به اصول و قواعدی است که به یاری آنها کیفیت مطابقهٔ کلام با مقتضای حال و مقام شناخته می‌شود. موضوع آن الفاظی است که رسانندهٔ مقصود گوینده باشد و فایدهٔ آن آگهی بر اسرار بلاغت است در نظم و نثر.
علم معانی دارای اصول و قواعدی که رعایت آن‌ها به سخنران یا نویسنده امکان می‌دهد:
- احوال گوناگون مخاطبان را باز شناسد و از مقام و موقعیت‌های گوناگون آگاه شود؛
- کلام خود را منطبق و متناسب با آن احوال و موقعیت‌های متفاوت ایراد کند.[۴]

## تاریخچه
به‌طور کلی می‌توان گفت که اساسِ بلاغت چه در شرق و چه در غرب دو کتاب ارسطو، یعنی بوطیقا و ریطوریقاست. از دیگر کتاب‌های قدیمی که می‌توان در این زمینه نام برد: «بدعت» نوشتهٔ سیسرو و اصول خطابه نوشتهٔ کنتیلیان است. عبدالقاهر جرجانی یکی از نظریه‌پردازان بلاغت در ایران و اسلام به شمار می‌آید. جرجانی بلاغت را علمِ معانی‌النحو می‌خواند و دامنهٔ آن را منحصر به ساختارهای نحوی زبان می‌داند.

## معانی در شعر فارسی
معانی و بیان از مهم‌ترین دانش‌های ادبی‌اند و کتاب‌های بسیاری در این زمینه به زبان‌های عربی و فارسی نوشته شده است. از آن‌جا که بیشتر کتاب‌های نگاشته شده بر اساس زبان و ادبیات عرب نگاشته شده‌اند، به نکات بلاغی زبان فارسی کمتر پرداخته شده است.

## کتاب‌هایی دربارۀ معانی
- درر الادب از حسام‌العلماء آق ولی، سال ۱۳۱۵ شمسی،
- هنجار گفتار از نصرالله تقوی چاپ ۱۳۱۷،
- تقریرات بدیع‌الزمان فروزانفر سال ۱۳۲۳،
- آیین سخن، دکتر ذبیح‌الله صفا، چاپ ۱۳۳۷،
- فنون بلاغت از جلال‌الدین همایی ۱۳۳۹.[۷]
- معانی از سیروس شمیسا
- معانی و بیان از سیروس شمیسا